# Lindernia multicaulis
Lindernia multicaulis é uma espécie botânica do gênero Lindernia pertencente à família Linderniaceae.